# Frederico Westphalen (microregio)
Frederico Westphalen is een van de 35 microregio's van de Braziliaanse deelstaat Rio Grande do Sul. Zij ligt in de mesoregio Noroeste Rio-Grandense en grenst aan de microregio's Três Passos, Carazinho, Passo Fundo, Erechim, Chapecó (SC) en São Miguel do Oeste (SC). De microregio heeft een oppervlakte van ca. 5.183 km². In 2005 werd het inwoneraantal geschat op 175.391.
Zevenentwintig gemeenten behoren tot deze microregio:
- Alpestre
- Ametista do Sul
- Caiçara
- Constantina
- Cristal do Sul
- Dois Irmãos das Missões
- Engenho Velho
- Erval Seco
- Frederico Westphalen
- Gramado dos Loureiros
- Iraí
- Liberato Salzano
- Nonoai
- Novo Tiradentes
- Novo Xingu
- Palmitinho
- Pinheirinho do Vale
- Planalto
- Rio dos Índios
- Rodeio Bonito
- Rondinha
- Seberi
- Taquaruçu do Sul
- Três Palmeiras
- Trindade do Sul
- Vicente Dutra
- Vista Alegre

Mesoregio's: Centro Ocidental Rio-Grandense · Centro Oriental Rio-Grandense · Metropolitana de Porto Alegre · Nordeste Rio-Grandense · Noroeste Rio-Grandense · Sudeste Rio-Grandense · Sudoeste Rio-Grandense

Microregio's: Cachoeira do Sul · Camaquã · Campanha Central · Campanha Meridional · Campanha Ocidental · Carazinho · Caxias do Sul · Cerro Largo · Cruz Alta · Erechim · Frederico Westphalen · Gramado-Canela · Guaporé · Ijuí · Jaguarão · Lajeado-Estrela · Litoral Lagunar · Montenegro · Não-Me-Toque · Osório · Passo Fundo · Pelotas · Porto Alegre · Restinga Seca · Sananduva · Santa Cruz do Sul · Santa Maria · Santa Rosa · Santiago · Santo Ângelo · São Jerônimo · Serras de Sudeste · Soledade · Três Passos · Vacaria